# Tomarza (district)
Tomarza is een Turks district in de provincie Kayseri en telt 28.697 inwoners (2007). Het district heeft een oppervlakte van 1484,9 km². Hoofdplaats is Tomarza.
De bevolkingsontwikkeling van het district is weergegeven in onderstaande tabel.
| 1997   | 2000   | 2007   |
| ------ | ------ | ------ |
| 36.895 | 35.808 | 28.697 |